# (9121) Stefanovalentini
(9121) Stefanovalentini (1998 DJ11) – planetoida z pasa głównego asteroid okrążająca Słońce w ciągu 7,69 lat w średniej odległości 3,89 j.a. Odkryta 24 lutego 1998 roku.